# Diagrama de Dühring

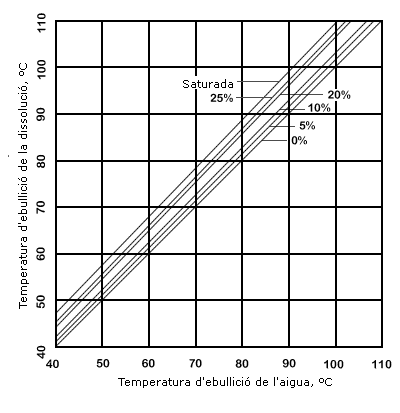
Diagrama de Dühring per a les dissolucions de clorur de sodi en aigua

El diagrama de Dühring és la representació gràfica del temperatura d'ebullició del dissolvent en la dissolució (T) enfront de la del dissolvent pur (T0), a distintes pressions, per a un interval de concentracions de la dissolució d'interès pràctic. Aquesta representació gràfica està estretament lligada a la propietat col·ligativa de l'augment ebullioscòpic.

## Regla empírica de Dühring
D'aquestes representacions T vs T0, per a cada concentració es dedueix la regla empírica de Dühring que estableix que el punt d'ebullició d'una dissolució (T) és una funció lineal de T0 a una concentració donada, sempre que la dissolució tingui caràcter concentrat (per exemple, 1), és a dir, si les temperatures entre les dues solucions exerceixen la mateixa pressió de vapor. Se sol utilitzar per comparar un líquid pur i una dissolució a una certa concentració. Això no obstant, la regla no és exacta quan es tracta de grans intervals de pressió, malgrat d'això es troba extensament aplicada en els càlculs a nivell industrial.
T = a + b · T0
Per a dissolucions diluïdes ideals és millor partir de la llei de Raoult.

## Construcció
Per a la construcció del diagrama de Dühring es necessiten els valors del punt d'ebullició tant de la dissolució com del dissolvent pur, a distintes pressions per a cada concentració. De fet, basta conèixer dos valors de la temperatura d'ebullició d'ambdós components, a diferents pressions per a cada concentració. Llavors, es representa el punt d'ebullició de la dissolució (eix y) enfront de la del dissolvent pur (eix x), a la mateixa pressió i emprant les mateixes unitats de temperatura. Per a cada una de les dissolucions que presenten diferent concentració, s'obté una recta. Per a una concentració donada, es pot estimar sobre la gràfica l'augment ebullioscòpic traçant una vertical sobre l'eix de les abscisses en el punt T0 corresponent a la pressió de treball. El tall d'aquesta vertical amb la recta de concentració donada permet llegir damunt l'eix d'ordenades el valor de T, essent ∆Tb = T – T0.

## Determinació experimental
Per tant, la determinació experimental del diagrama de Dühring d'una dissolució és relativament senzilla: tan sols cal mesurar en un matràs la temperatura d'ebullició de dissolucions amb diferent concentració variant la pressió del sistema que ha de ser mesurada. El valor de la pressió de treball permet conèixer la corresponent T0 a partir de dades de pressió de vapor -temperatura del dissolvent.

## Aplicacions
El gràfic de Dühring té moltes aplicacions industrials. S'utilitza per a estimar la pressió en l'espai lliure d'un líquid d'una determinada concentració envasat quan aquest es troba a una temperatura T. Dibuixant una paral·lela a l'eix d'abscisses en el punt T, el tall amb la recta de la seva concentració permet llegir a l'eix d'ordenades un punt T0 que es correspondrà amb una determinada pressió de vapor del dissolvent i que serà, en aquest cas, la pressió de vapor del líquid o pressió de l'espai lliure.
Un altre cas en què és necessari conèixer la relació existent entre la concentració de soluts i el punt d'ebullició del dissolvent és per al d'un evaporador. La velocitat de transmissió de calor en aquest depèn, entre altres factors, de la diferència entre la temperatura de condensació del vapor de calefacció i la temperatura d'ebullició de la dissolució a concentrar. D'acord amb l'augment ebullioscòpic, quan més concentrada és la dissolució, major serà la seva temperatura d'ebullició. A mesura que la seva concentració augmenta en l'aparell, disminueix per tant la velocitat de transmissió de calor. Aquesta baixada ha de tenir-se en compte en el disseny d'un evaporador. Per tant, s'han de conèixer els diagrames de Dühring de la dissolució a concentrar.